# Sankt Ursen
Sankt Ursen (toponimo tedesco, fino al 1831 Ennet-dem-Bach; in francese Saint-Ours) è un comune svizzero di 1 332 abitanti del Canton Friburgo, nel distretto della Sense.

## Monumenti e luoghi d'interesse

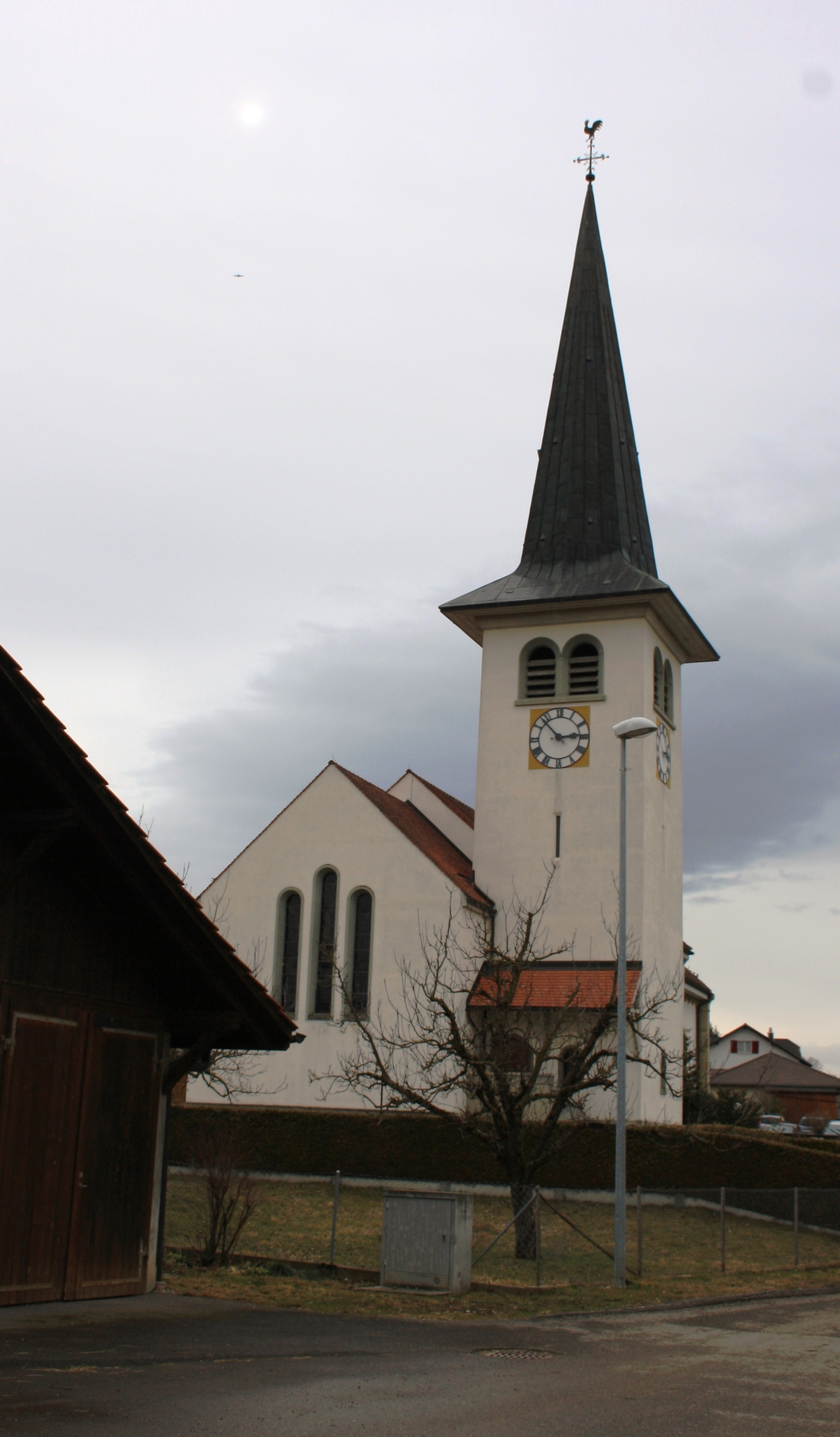
La chiesa cattolica di Sant'Orso

- Chiesa cattolica di Sant'Orso, attestata dal 1424 e ricostruita nel XV secolo e nel 1898[1].

## Società

### Evoluzione demografica
L'evoluzione demografica è riportata nella seguente tabella:
Abitanti censiti

## Geografia antropica
Le frazioni di Sankt Ursen sono:
- Äschlenberg
- Baletswil
- Balterswil
- Brünisberg
- Christlisberg
- Engertswil[1]
- Etiwil
- Geretach
- Hattenberg
- Mediwil
- Obertasberg
- Strauss
- Tasberg
- Wolperwil

## Amministrazione
Ogni famiglia originaria del luogo fa parte del comune patriziale che ha la responsabilità della manutenzione di ogni bene comune.